# Pin d'Armand
Pinus armandii
Espèce
Classification phylogénétique
Statut de conservation UICN

 LC Farjon, A., « Pinus armandii » (consulté le 20 septembre 2020) : Préoccupation mineure
Le pin d'Armand (Pinus armandii) est un arbre appartenant au genre Pinus et à la famille des Pinacées, originaire de Chine et du Nord Myanmar.
La consommation de ses pignons peut provoquer une dysgueusie (altération du goût).

## Étymologie et histoire de la nomenclature
Le nom de genre Pinus vient du latin pīnus « pin ».
L’épithète spécifique armandii a été dédiée au père Armand David par le botaniste de Muséum de Paris, Franchet.

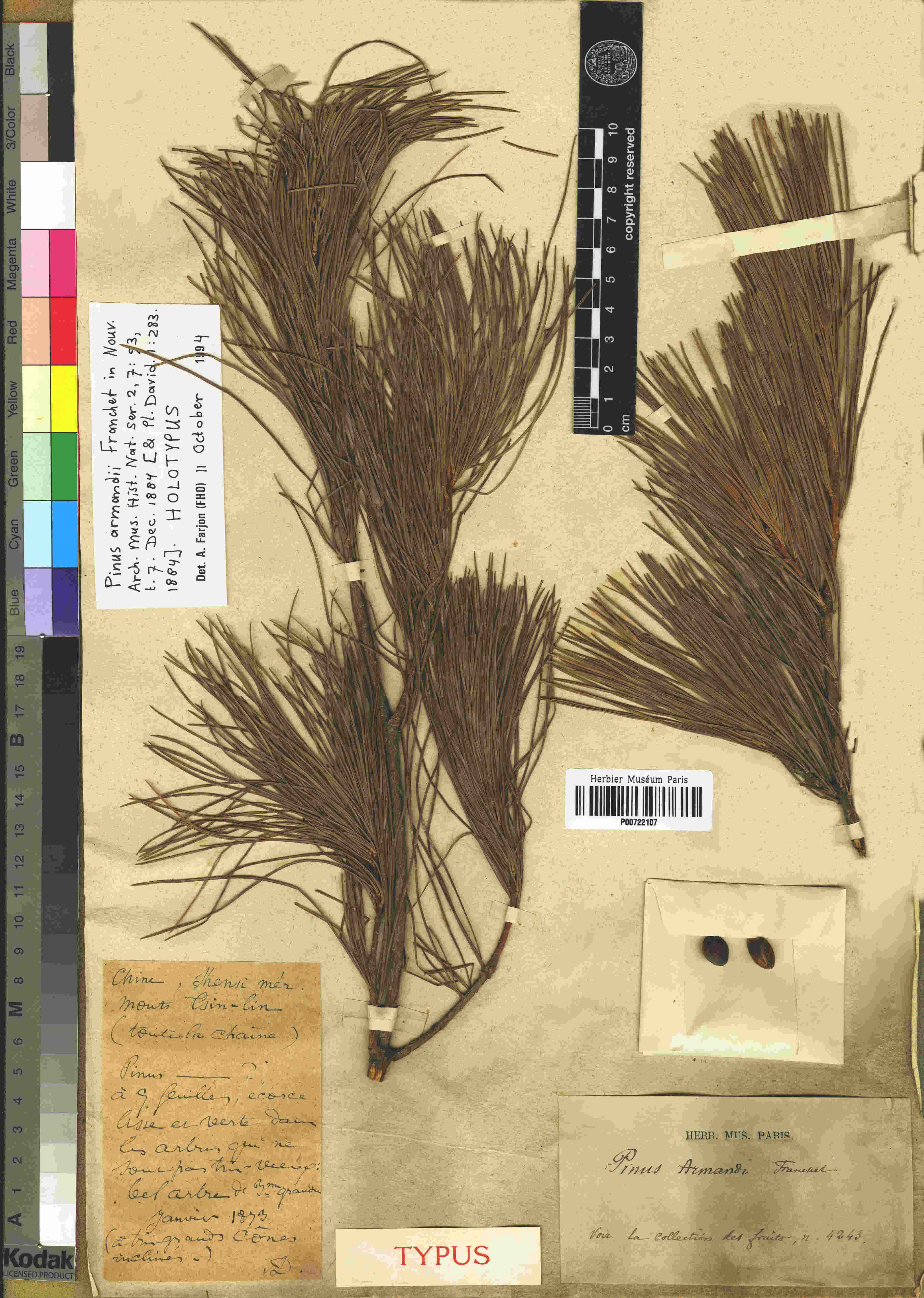
Pinus armandii, Holotype du père David.

Le missionnaire botaniste Armand David, lors de son voyage l’exploration naturaliste dans les Monts Qinling (oct. 1872-avr. 1874) observe en décembre 1872, « le beau pin à écorce lisse et verte, et dont les minces feuilles sont réunis en paquets de cinq et parfois de trois, [qui] croît généralement dans toute la région des forêts centrales. Dans mes notes, je donne le nom de Pinus quinquefolia à cet élégant arbre, qui devient haut et droit comme notre picéa ».
Son descripteur, Adrien Franchet choisit un autre nom: Pinus armandii. Car toujours impressionné par la qualité et le nombre des envois de nouvelles espèces du père David, il lui dédia un grand nombre d’espèces par l'épithète spécifique soit de davidii soit d’armandii.
Le nom chinois vernaculaire est 华山松 huashansong « pin des Huashan » ; les monts Hua, sont situés principalement dans le Shaanxi 陕西.

## Description

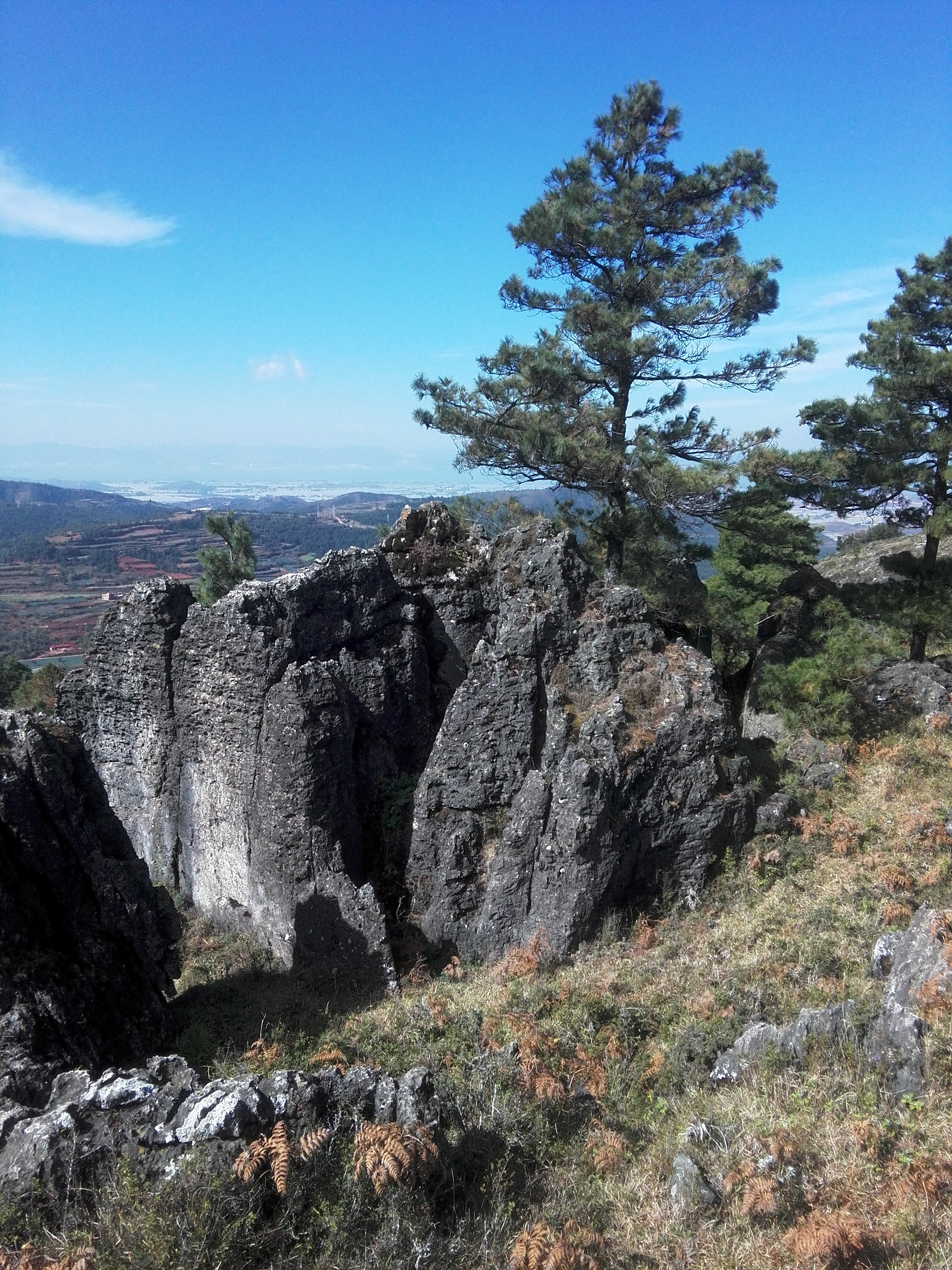
Pin d’Armand, Jinning, Yunnan.

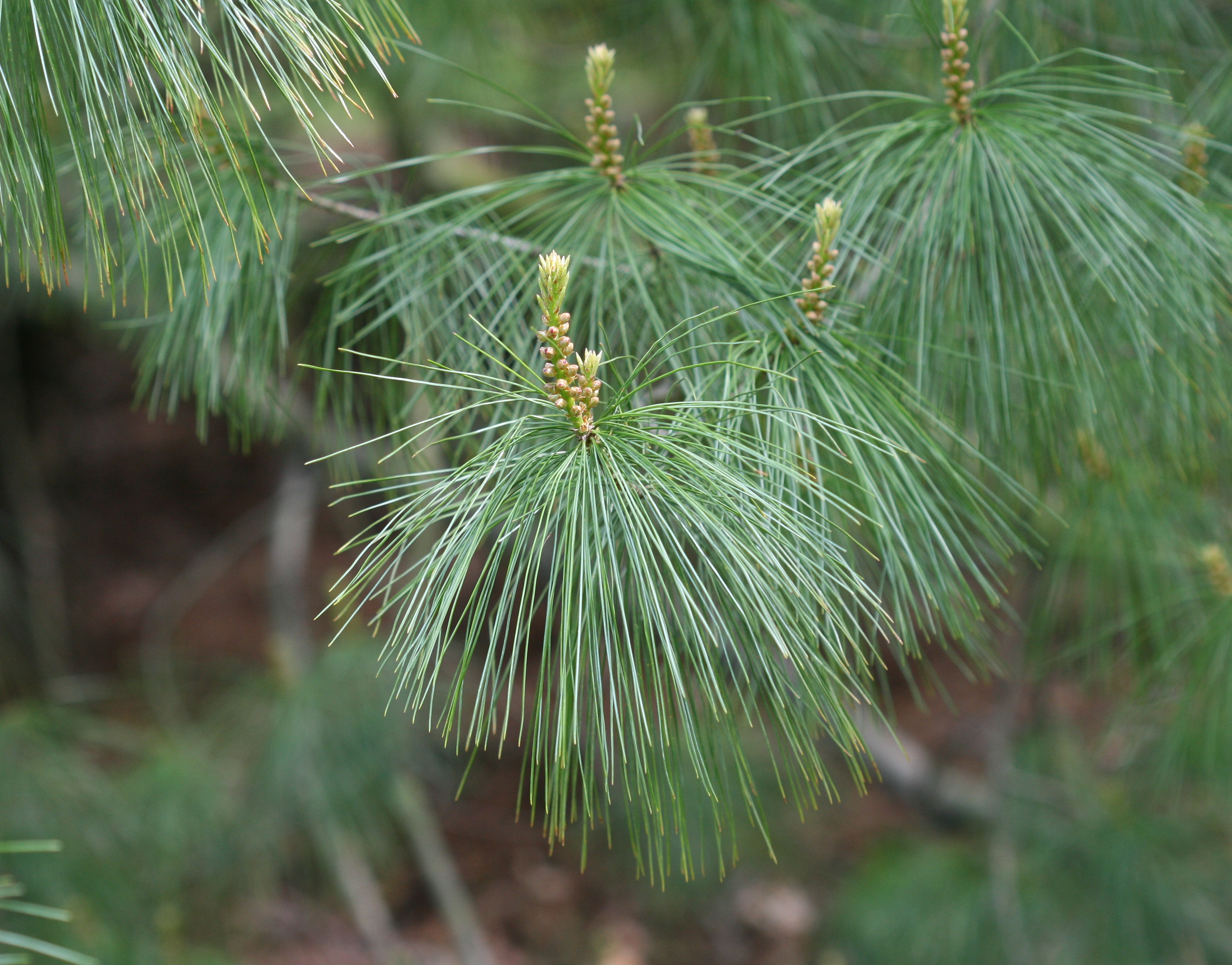
Pin d’Armand.

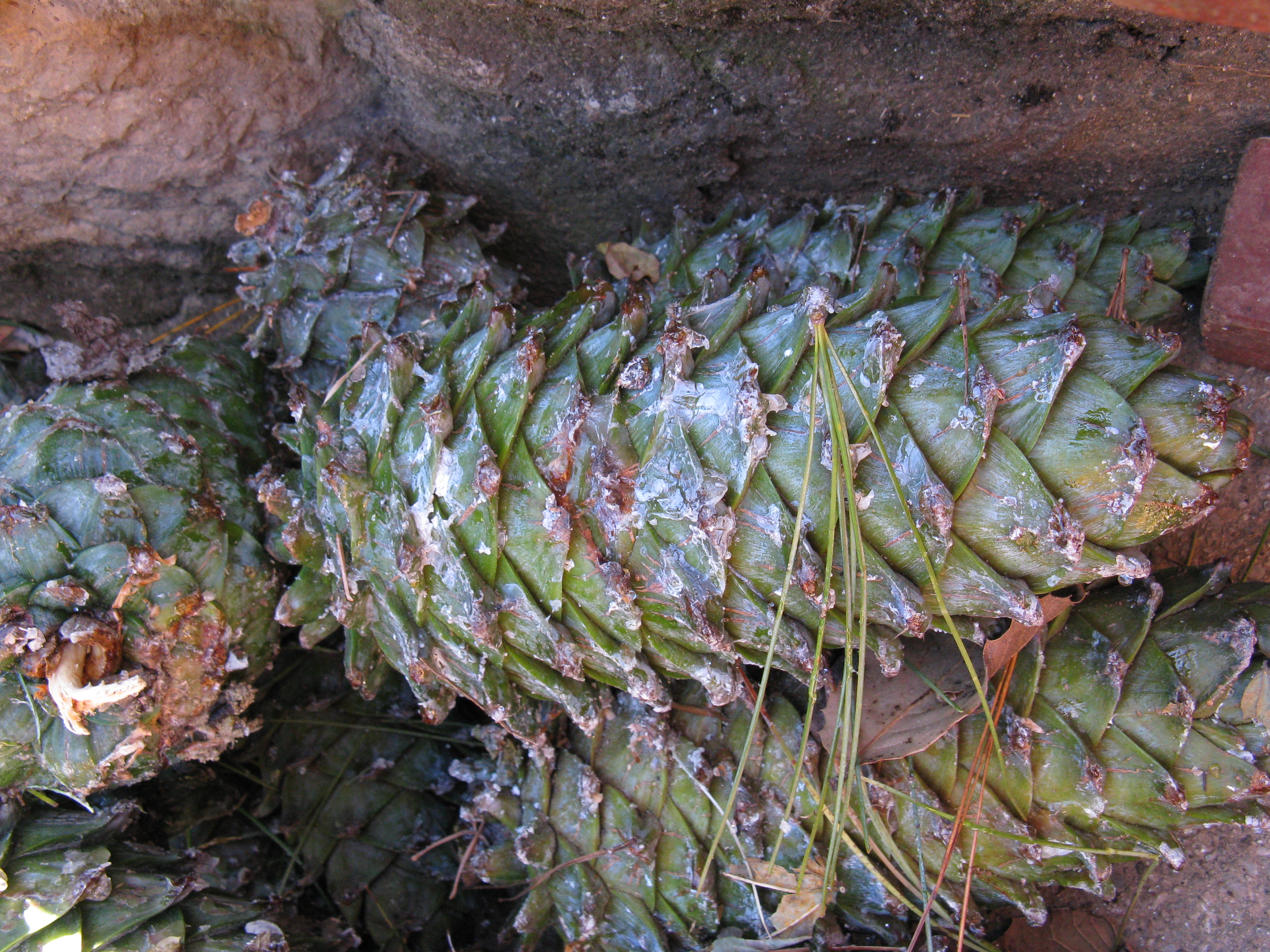
Cône de Pinus armandii, Lijiang, Yunnan.

Le pin d’Armand est un grand arbre pouvant atteindre 35 m de haut. L’écorce d’abord lisse, marquée de légères craquelures gris violacé, devient ensuite pourpre sombre, profondément craquelée et couverte de grandes plaques. La couronne est largement conique et ouverte, ou cylindrique pyramidale. Les branches sont longues horizontales et sinueuses, pourvues de feuilles seulement à l’extrémité. 
Les feuilles (ou aiguilles) sont groupées par cinq (parfois sept), à l’extrémité des rameaux uniquement, de section triangulaire, en faisceaux fermés et pendants, de 8–15 cm de long sur 1–1,5 mm.
Les cônes de pollen sont dressés ou tombants, cylindriques ou ovoïdes-ellipsoïdes, selon la variété. La libération du pollen se fait vers la mi-juin.
Les cônes femelles sont verts puis jaune brun à maturité, portés par un pédoncule rouge de 2–3 cm.  Les cônes de graines d’un an sont dressés, ovoïdes, vert bleu. Les cônes de deux ans sont en forme de tonneaux, à écailles épaissies, non recourbées ou légèrement courbées vers l’intérieur, d’un vert luisant d’abord, virant au brun orangé puis au brun violacé.
Les graines sont sans ailes, d’un jaune brun, ou brun noir, obovoïdes, de 1–1,5 cm sur 6–10 mm.
La maturation des graines a lieu en septembre-octobre de l’année suivante.

## Distribution et habitat
Pinus armandii est un arbre originaire de Chine, de Taiwan et du Nord Myanmar.
Il pousse en montagne entre 1 000 et 3 300 m.

## Taxons inférieurs
Flora of China distingue deux variétés :
- Pinus armandii var. armandii ;
- Pinus armandii var. mastersiana (Hayata) Hayata.

| Pinus armandii  | Cônes de pollen                        |
| --------------- | -------------------------------------- |
| var armandii    | dressés, robustes, ovoïdes-ellipsoïdes |
| var mastersiana | tombants, minces, cylindriques         |

## Usages

### Médicinal
Les produits tirés du pin d’Armand sont utilisés dans la pharmacopée traditionnelle tibétaine (藏药 zang yao), des Yi (彝药 yi yao) et des Lisu[réf. nécessaire].
Le pollen appelé « jaune de pin » (松黄 songhuang) est utilisé en médecine traditionnelle chinoise. Pris dans du vin chaud, il a pour effet de guérir les saignements traumatiques.

### Alimentaires: non comestible
Les pignons de Pinus armandii qui contiennent 43 % d’huile sont consommés en Chine : « Souvent frits avec des fruits secs, ils sont délicieusement parfumés »[réf. nécessaire]. L'huile de pressage de pignons de pin est une huile sèche utilisée comme matière première pour le savon industriel, le vernis et l’huile de graissage.
Bien que des pignons de pin de cette espèce aient été couramment commercialisés en Europe dans les années 2000, le lien entre consommation de pignons de pin de cette espèce et troubles du goût a été scientifiquement établi.
À la fin des années 2000, les autorités sanitaires de plusieurs pays de l'Union européenne ont mis en doute leur comestibilité, de nombreux consommateurs ayant fait état d'un goût amer persistant, postérieurement à l'ingestion de pignons de pin. L'apparition des symptômes survient habituellement de façon retardée, un à trois jours après l'ingestion.
Cette dysgueusie caractérisée par une forte amertume, souvent exacerbée par la consommation d'aliments, persiste pendant plusieurs jours voire au-delà d'une semaine. Entre mars 2008 et janvier 2010, les centres antipoison et de toxigovigilance avaient pu recenser, en France, 3 403 cas symptomatiques.
Par un avis publié au Journal officiel de la République française, le ministère de l'Économie, de l'Industrie et de l'Emploi a indiqué que la commercialisation de cette espèce de pignon de pin, ainsi que de l'espèce Pinus massoniana, est interdite  du fait que ces espèces, qui n'étaient pas traditionnellement consommées en Europe, n'ont jamais fait l'objet d'une demande d'autorisation.
Pinus armandii, Pinus massoniana, Pinus yunnanensis et Pinus tabuliformis ne font d'ailleurs pas partie des espèces répertoriées comme étant comestibles par l’Organisation des Nations unies pour l’alimentation et l’agriculture (FAO).

### Industriels
Le pin d’Armand fournit un bon bois de construction. C’est un bois léger et tendre, résistant à l’eau. Il sert aussi à la fabrication de meubles, de sculptures, de contreplaqués et de traverses[réf. nécessaire].
Le colophane et la térébenthine sont également prélevés.

## Culture chinoise
En raison de son feuillage persistant, le pin est symbole de longévité, en triomphant de la mort hivernale. Il est en outre traditionnellement planté près des tombes, ce symbole d’immortalité devant aider à dépasser la mort humaine.
Dans les temps anciens les chercheurs d’immortalité taoïstes consommaient de la résine de pin. Le dieu de la longévité, Shouxing, 寿星, est habituellement représenté au pied d’un pin, sur lequel est perchée une grue à couronne rouge.
Bien sûr en ces temps reculés, le pin (松 song) ne renvoie pas à une espèce particulière, mais au pin en général.